# El Fehoul
El Fehoul est une commune de la wilaya de Tlemcen en Algérie.

## Géographie

### Situation
Le territoire de la commune d'El Fehoul est situé au nord-est de la wilaya de Tlemcen. La localité d'El Fehoul est située à environ 25 km à vol d'oiseau au nord-est de Tlemcen.
| Sebaa Chioukh | Aïn Kihal (Wilaya d'Aïn Témouchent) | Bensekrane |
| Sebaa Chioukh | El Fehoul                           | Bensekrane |
| Aïn Youcef    | Bensekrane                          | Bensekrane |

### Localités de la commune
En 1984, la commune d'El Fehoul est constituée à partir des localités suivantes :
El Fehoul :
- Mekamat
- Benchaïb
- Yazrou
- EL MEDJAHDIYA
- EL AZAYZA(LES H )
- Zones éparses

## Démographie
Selon le recensement général de la population et de l'habitat de 2008, la population de la commune de El Fehoul est évaluée à 7 045 habitants contre 6 778 en 1998.